# Horní Habartice
Obec Horní Habartice se nachází v okrese Děčín v Ústeckém kraji. Rozkládá se v Českém středohoří v údolí říčky Bystrá, asi 9,5 kilometru východně od Děčína a 3,5 kilometru severovýchodně od Benešova nad Ploučnicí. Žije v ní 446 obyvatel.

## Historie
První písemná zmínka o obci pochází z roku 1281.

## Obyvatelstvo
|           | 1869  | 1880  | 1890  | 1900 | 1910 | 1921 | 1930 | 1950 | 1961 | 1970 | 1980 | 1991 | 2001 | 2011 |
| --------- | ----- | ----- | ----- | ---- | ---- | ---- | ---- | ---- | ---- | ---- | ---- | ---- | ---- | ---- |
| Obyvatelé | 1 107 | 1 084 | 1 023 | 980  | 917  | 919  | 934  | 535  | 554  | 513  | 453  | 368  | 381  | 393  |
| Domy      | 199   | 202   | 202   | 201  | 196  | 195  | 193  | 170  | 129  | 130  | 122  | 122  | 142  | 147  |

## Pamětihodnosti
- Kostel sv. Jana Křtitele (postaven v roce 1787, rekonstruován v roce 2008)
- Venkovská usedlost čp. 71
- Krucifix v zahradě při domu čp. 302[6]